# Dahmane Ouzid
Dahmane Ouzid (1950) è un regista cinematografico e produttore cinematografico algerino.

## Biografia
Dahmane Ouzid nasce in Algeria nel 1950 e cresce in Francia fino al 1966, anno in cui torna in patria per terminare gli studi. Studia poi cinema in Russia, presso la prestigiosa VGIK, e muove i primi passi nell'ente nazionale di cinema algerino.
Nel 1995 crea la sua propria casa di produzione, l'Aiguillage Films. In seguito collabora con l'ENTV, per cui realizza alcune serie televisive e per il web. Nel 2007 produce insieme a Salim Aissa la commedia musicale La place, che diventa nel 2010 un lungometraggio per il cinema (presentato alla edizione 2011 del Festival del cinema africano, d'Asia e America Latina di Milano) e una serie televisiva in diciotto episodi.

## Filmografia
- Bon voyage, bonnes vacances - cortometraggio (1978)
- La berceuse - cortometraggio (1982)
- K Rigature - documentario (1989)
- La place (2010)

## Fonti
- Pagina del regista sul sito del Festival del cinema africano, d'Asia e America Latina di Milano (fonte per la prima revisione della voce).